# 1. Frauenfußballclub Turbine Potsdam 71 2011-2012
Questa voce raccoglie le informazioni riguardanti la sezione di calcio femminile del 1. Frauenfußballclub Turbine Potsdam 71 nelle competizioni ufficiali della stagione 2011-2012.

## Maglie e sponsor
Il main sponsor era Zentrum für Aus- und Weiterbildung (Centro per la Formazione e l'Aggiornamento) con sede a Ludwigsfelde, presente sulle maglie con il marchio ZAL, quello tecnico, fornitore delle tenute da gioco, era Jako.
|  | Casa | Trasferta |

## Organigramma societario
Area amministrativa
- Presidente: Rolf Kutzmutz

Area tecnica
- Allenatore: Bernd Schröder
- Allenatore in seconda: Dirk Heinrichs
- Allenatore in seconda: Aferdita Podvorica
- Allenatore dei portieri: Dirk Heinrichs

## Rosa
Rosa, ruoli e numeri di maglia tratti dal sito della federcalcio tedesca.
| N. |                               | Ruolo | Calciatrice         |
| -- | ----------------------------- | ----- | ------------------- |
| 1  | Germania (bandiera)           | P     | Friederike Mehring  |
| 2  | Stati Uniti (bandiera)        | D     | Kristin Demann      |
| 3  | Germania (bandiera)           | C     | Monique Kerschowski |
| 4  | Germania (bandiera)           | D     | Babett Peter        |
| 5  | Norvegia (bandiera)           | C     | Daniela Löwenberg   |
| 6  | Guinea Equatoriale (bandiera) | A     | Genoveva Añonma     |
| 7  | Germania (bandiera)           | C     | Isabel Kerschowski  |
| 8  | Germania (bandiera)           | D     | Sandra Wiegand      |
| 9  | Paesi Bassi (bandiera)        | A     | Chantal de Ridder   |
| 10 | Germania (bandiera)           | C     | Patricia Hanebeck   |
| 11 | Germania (bandiera)           | C     | Jennifer Cramer     |
| 13 | Germania (bandiera)           | P     | Josephine Wiedner   |
| 14 | Germania (bandiera)           | D     | Jennifer Zietz      |
| 15 | Germania (bandiera)           | D     | Inka Wesely         |
| 16 | Germania (bandiera)           | C     | Viola Odebrecht     |

| N. |                                 | Ruolo | Calciatrice               |
| -- | ------------------------------- | ----- | ------------------------- |
| 17 | Giappone (bandiera)             | A     | Yūki Nagasato             |
| 18 | Macedonia (bandiera)            | C     | Nataša Andonova           |
| 19 | Svezia (bandiera)               | C     | Antonia Göransson         |
| 20 | Germania (bandiera)             | D     | Bianca Schmidt            |
| 21 | Germania (bandiera)             | C     | Tabea Kemme               |
| 22 | Germania (bandiera)             | D     | Stefanie Draws            |
| 23 | Bosnia ed Erzegovina (bandiera) | C     | Lidija Kuliš              |
| 24 | Germania (bandiera)             | P     | Anna-Felicitas Sarholz    |
| 25 | Stati Uniti (bandiera)          | P     | Alyssa Naeher             |
| 27 | Germania (bandiera)             | D     | Alex Singer               |
| 27 | Germania (bandiera)             | A     | Sandra Starke             |
| 29 | Islanda (bandiera)              | A     | Margrét Lára Viðarsdóttir |
| 31 | Germania (bandiera)             | A     | Anja Mittag               |
| 32 | Germania (bandiera)             | P     | Ann-Katrin Berger         |
|    | Stati Uniti (bandiera)          | P     | Brett Maron               |

## Calciomercato

### Sessione estiva
| Acquisti | Acquisti           | Acquisti           | Acquisti                        |
| R.       | Nome               | da                 | Modalità                        |
| -------- | ------------------ | ------------------ | ------------------------------- |
| P        | Ann-Katrin Berger  | Sindelfingen       | [ 4 ]                           |
| P        | Friederike Mehring | Turbine Potsdam II | Aggregata dalla squadra riserve |
| P        | Alyssa Naeher      | Boston Breakers    |                                 |
| P        | Josephine Wiedner  | Turbine Potsdam    | Aggregata dalle giovanili       |
| C        | Antonia Göransson  | Amburgo            |                                 |
| C        | Patricia Hanebeck  | Colonia            |                                 |
| C        | Lidija Kuliš       | SFK 2000           |                                 |
| A        | Genoveva Añonma    | Jena               |                                 |
| A        | Chantal de Ridder  | AZ Alkmaar         |                                 |

| Cessioni | Cessioni          | Cessioni           | Cessioni |
| R.       | Nome              | a                  | Modalità |
| -------- | ----------------- | ------------------ | -------- |
| P        | Desirée Schumann  | 1. FFC Francoforte |          |
| D        | Josephine Henning | Wolfsburg          |          |
| D        | Corina Schröder   | Bad Neuenahr       |          |
| C        | Fatmire Alushi    | 1. FFC Francoforte |          |
| C        | Marie-Louise Eta  | Amburgo            |          |
| C        | Nadine Keßler     | Wolfsburg          |          |
| A        | Jessica Wich      | Amburgo            |          |

### Sessione invernale
| Acquisti | Acquisti                  | Acquisti          | Acquisti |
| R.       | Nome                      | da                | Modalità |
| -------- | ------------------------- | ----------------- | -------- |
| P        | Brett Maron               | magicJack         |          |
| D        | Alex Singer               | Dalsjöfor         |          |
| A        | Margrét Lára Viðarsdóttir | Kristianstads DFF |          |

| Cessioni | Cessioni    | Cessioni  | Cessioni |
| R.       | Nome        | a         | Modalità |
| -------- | ----------- | --------- | -------- |
| P        | Brett Maron | Valur     |          |
| A        | Anja Mittag | Rosengård |          |

## Risultati

### Frauen-Bundesliga

#### Girone di andata
| Arbitro: | Hussein (Bad Harzburg) |

|                                  |           |  |
| Añonma 8’, 63’ Nagasato 20’, 58’ | Marcatori |  |

| Arbitro: | Wozniak (Herne) |

|  |           |                                      |
|  | Marcatori | 24’ Añonma 43’ Schmidt 83’ Odebrecht |

| Arbitro: | Herrmann (Mönchengladbach) |

|                          |           |  |
| Odebrecht 73’ Añonma 79’ | Marcatori |  |

| Arbitro: | Rafalski (Baunatal) |

|  |           |                         |
|  | Marcatori | 46’ Añonma 50’ Nagasato |

| Arbitro: | Storch-Schäfer (Petersberg) |

|                      |           |                          |
| Añonma 37’, 55’, 58’ | Marcatori | 5’ Hoffmann 15’ Hartmann |

| Arbitro: | Wozniak (Herne) |

|  |           |                                                                 |
|  | Marcatori | 25’, 35’ Nagasato 33’, 37’, 48’ Añonma 39’ Mittag 73’ Göransson |

| Arbitro: | Derlin (Bad Schwartau) |

|            |           |  |
| Cramer 70’ | Marcatori |  |

| Arbitro: | Kunick (Lissa) |

|  |           |                                  |
|  | Marcatori | 26’ Schmidt 47’, 67’, 70’ Añonma |

| Arbitro: | Biehl (Siesbach) |

|  |           |                      |
|  | Marcatori | 8’ Cramer 13’ Mittag |

| Arbitro: | Steinhaus (Langenhagen) |

|                                  |           |                                |
| Hanebeck 34’ Bresonik 42’ (aut.) | Marcatori | 63’ Andō 66’ Popp 90’ Bresonik |

| Arbitro: | Kurtes (Düsseldorf) |

|  |           |                                                                      |
|  | Marcatori | 5’, 51’ Mittag 22’ Añonma 35’ Göransson 38’ Demann 61’, 84’ Nagasato |

#### Girone di ritorno
| Arbitro: | Rafalski (Baunatal) |

|           |           |              |
| Yaren 48’ | Marcatori | 73’ Hanebeck |

| Arbitro: | Schultz (Wolfsburg) |

|               |           |              |
| Odebrecht 39’ | Marcatori | 36’ Beckmann |

| Arbitro: | Baitinger (Friesenheim) |

|  |           |                         |
|  | Marcatori | 12’ Añonma 80’ Hanebeck |

| Arbitro: | Biehl (Siesbach) |

|           |           |  |
| Draws 10’ | Marcatori |  |

| Arbitro: | Wozniak (Herne) |

|          |           |  |
| Wolf 21’ | Marcatori |  |

| Arbitro: | Derlin (Bad Schwartau) |

|                                             |           |            |
| I. Kerschowski 16’ Añonma 50’ Göransson 85’ | Marcatori | 15’ Arnold |

| Arbitro: | Kurtes (Düsseldorf) |

|  |           |                   |
|  | Marcatori | 21’, 67’ Nagasato |

| Arbitro: | Herrmann (Mönchengladbach) |

|                                                       |           |  |
| Wenninger 25’ (aut.) Göransson 75’ I. Kerschowski 82’ | Marcatori |  |

| Arbitro: | Baitinger (Friesenheim) |

|                      |           |               |
| Añonma 24’, 27’, 87’ | Marcatori | 57’ Bartusiak |

| Arbitro: | Rafalski (Baunatal) |

|  |           |                   |
|  | Marcatori | 46’, 86’ Hanebeck |

| Arbitro: | Kurtes (Düsseldorf) |

|                                                                                          |           |  |
| Nagasato 19’, 65’, 71’ Göransson 36’ Añonma 39’, 56’ Viðarsdóttir 86’ I. Kerschowski 88’ | Marcatori |  |

### DFB-Pokal
| Arbitro: | Kunick (Lissa) |

|                                                          |           |  |
| Peter 14’ Andonova 41’ Schmidt 53’ Mittag 80’ Añonma 82’ | Marcatori |  |

| Arbitro: | Schultz (Wolfsburg) |

|                                            |           |                   |
| Nagasato 16’, 53’ Wesely 67’ de Ridder 79’ | Marcatori | 80’ Loipersberger |

| Arbitro: | Baitinger (Friesenheim) |

|                                                                    |           |               |
| Lewandowski 4’ Huth 10’ Bartusiak 30’ Garefrekes 55’ Landström 81’ | Marcatori | 88’ Odebrecht |

### UEFA Women's Champions League
| Arbitro: | Katalin Kulcsár |

|  |           |                                                                      |
|  | Marcatori | 11’ (aut.) Ásgrímsdóttir 13’, 50’, 57’ Nagasato 74’ Peter 76’ Añonma |

| Arbitro: | Efthalia Mitsi |

| |           |                                |
| I. Kerschowski 2’, 90+1’ Mittag 8’, 20’ Hanebeck 18’ Zietz 55’ (rig.) Göransson 56’ Hardardóttir 78’ (aut.) | Marcatori | 34’ Ásgrímsdóttir 75’ Caldwell |

| Arbitro: | Esther Staubli |

| |           |  |
| Añonma 2’, 47’ Schmidt 15’ Mittag 25’, 72’, 75’ Nagasato 51’, 55’ de Ridder 78’ McDonald 81’ (aut.) | Marcatori |  |

| Arbitro: | Cristina Dorcioman |

|  |           |                                                                           |
|  | Marcatori | 5’, 41’ de Ridder 10’, 62’ Mittag 20’ Demann 74’ Draws 89’ I. Kerschowski |

| Arbitro: | Silvia Tea Spinelli |

|                               |           |  |
| Hanebeck 24’ Peter 44’ (rig.) | Marcatori |  |

| Arbitro: | Jenny Palmqvist |

|  |           |                                      |
|  | Marcatori | 40’ (aut.) Čorna 45+1’, 77’ Nagasato |

| Arbitro: | Teodora Albon |

|                                                    |           |             |
| Henry 6’ Abily 20’, 61’ Schelin 21’ Dickenmann 55’ | Marcatori | 89’ Schmidt |

| Potsdam 21 aprile 2013, ore 14:00 CEST Semifinale - Ritorno | Turbine Potsdam    | 0 – 0 referto | Olympique Lione | Karl-Liebknecht-Stadion (3 870 spett.)\| Arbitro: \| Christina Pedersen \| |
| Arbitro:                                                    | Christina Pedersen |               |                 |                                                                            |

## Statistiche

### Statistiche di squadra
| Competizione         | Punti | In casa | In casa | In casa | In casa | In casa | In casa | In trasferta | In trasferta | In trasferta | In trasferta | In trasferta | In trasferta | Totale | Totale | Totale | Totale | Totale | Totale | DR  |
| Competizione         | Punti | G       | V       | N       | P       | Gf      | Gs      | G            | V            | N            | P            | Gf           | Gs           | G      | V      | N      | P      | Gf     | Gs     | DR  |
| -------------------- | ----- | ------- | ------- | ------- | ------- | ------- | ------- | ------------ | ------------ | ------------ | ------------ | ------------ | ------------ | ------ | ------ | ------ | ------ | ------ | ------ | --- |
| Frauen Bundesliga    | 49    | 11      | 9       | 1       | 1       | 31      | 8       | 11           | 9            | 1            | 1            | 32           | 2            | 22     | 18     | 2      | 2      | 63     | 10     | +53 |
| DFB-Pokal der Frauen | -     | 2       | 2       | 0       | 0       | 9       | 1       | 1            | 0            | 0            | 1            | 1            | 5            | 3      | 2      | 0      | 1      | 10     | 6      | +4  |
| Champions League     | -     | 4       | 3       | 1       | 0       | 20      | 2       | 4            | 3            | 0            | 1            | 17           | 5            | 8      | 6      | 1      | 1      | 37     | 7      | +30 |
| Totale               | -     | 17      | 14      | 2       | 1       | 60      | 11      | 16           | 12           | 1            | 3            | 50           | 12           | 33     | 26     | 3      | 4      | 110    | 23     | +87 |

### Andamento in campionato
| Giornata  | 1 | 2 | 3 | 4 | 5 | 6 | 7 | 8 | 9 | 10 | 11 | 12 | 13 | 14 | 15 | 16 | 17 | 18 | 19 | 20 | 21 | 22 |
| --------- | - | - | - | - | - | - | - | - | - | -- | -- | -- | -- | -- | -- | -- | -- | -- | -- | -- | -- | -- |
| Luogo     | C | T | C | T | C | T | C | T | T | C  | T  | T  | C  | T  | C  | T  | C  | T  | C  | C  | T  | C  |
| Risultato | V | V | V | V | V | V | V | V | V | P  | V  | N  | N  | V  | V  | P  | V  | V  | V  | V  | V  | V  |
| Posizione | 1 | 2 | 2 | 3 | 3 | 1 | 2 | 1 | 1 | 1  | 1  | 1  | 1  | 1  | 1  | 1  | 1  | 1  | 1  | 1  | 1  | 1  |

Legenda:

Luogo: C = Casa; T = Trasferta. Risultato: V = Vittoria; N = Pareggio; P = Sconfitta.

### Statistiche delle giocatrici
| Giocatore         | Frauen-Bundesliga | Frauen-Bundesliga | Frauen-Bundesliga | Frauen-Bundesliga | DFB-Pokal der Frauen | DFB-Pokal der Frauen | DFB-Pokal der Frauen | DFB-Pokal der Frauen | Champions League | Champions League | Champions League | Champions League | Totale   | Totale | Totale      | Totale     |
| Giocatore         | Presenze          | Reti              | Ammonizioni       | Espulsioni        | Presenze             | Reti                 | Ammonizioni          | Espulsioni           | Presenze         | Reti             | Ammonizioni      | Espulsioni       | Presenze | Reti   | Ammonizioni | Espulsioni |
| ----------------- | ----------------- | ----------------- | ----------------- | ----------------- | -------------------- | -------------------- | -------------------- | -------------------- | ---------------- | ---------------- | ---------------- | ---------------- | -------- | ------ | ----------- | ---------- |
| N. Andonova       | 11                | 0                 | 0                 | 0                 | 2                    | 1                    | 0                    | 0                    | 1                | 0                | 0                | 0                | 14       | 1      | 0           | 0          |
| G. Añonma         | 21                | 22                | 5                 | 0                 | 1                    | 1                    | 0                    | 0                    | 6                | 3                | 0                | 0                | 28       | 26     | 5           | 0          |
| A. Berger         | 5                 | -1                | 0                 | 0                 | 2                    | -1                   | 0                    | 0                    | 1                | 0                | 0                | 0                | 8        | -2     | 0           | 0          |
| J. Cramer         | 19                | 2                 | 0                 | 0                 | 3                    | 0                    | 0                    | 0                    | 5                | 0                | 1                | 0                | 27       | 2      | 1           | 0          |
| C. De Ridder      | 7                 | 0                 | 0                 | 0                 | 2                    | 1                    | 0                    | 0                    | 4                | 3                | 0                | 0                | 13       | 4      | 0           | 0          |
| K. Demann         | 1                 | 1                 | 0                 | 0                 | 1                    | 0                    | 0                    | 0                    | 4                | 1                | 0                | 0                | 6        | 2      | 0           | 0          |
| S. Draws          | 8                 | 1                 | 0                 | 0                 | 1                    | 0                    | 0                    | 0                    | 6                | 1                | 0                | 0                | 15       | 2      | 0           | 0          |
| A. Göransson      | 19                | 5                 | 0                 | 0                 | 3                    | 0                    | 0                    | 0                    | 8                | 1                | 0                | 0                | 30       | 6      | 0           | 0          |
| P. Hanebeck       | 21                | 5                 | 2                 | 0                 | 2                    | 0                    | 0                    | 0                    | 8                | 2                | 0                | 0                | 31       | 7      | 2           | 0          |
| T. Kemme          | 10                | 0                 | 1                 | 0                 | 2                    | 0                    | 1                    | 0                    | 4                | 0                | 0                | 0                | 16       | 0      | 2           | 0          |
| I. Kerschowski    | 21                | 3                 | 0                 | 0                 | 3                    | 0                    | 1                    | 0                    | 7                | 2                | 1                | 0                | 31       | 5      | 2           | 0          |
| M. Kerschowski    | 0                 | 0                 | 0                 | 0                 | -                    | -                    | -                    | -                    | -                | -                | -                | -                | 0        | 0      | 0           | 0          |
| L. Kuliš          | 1                 | 0                 | 0                 | 0                 | 1                    | 0                    | 0                    | 0                    | -                | -                | -                | -                | 2        | 0      | 0           | 0          |
| D. Löwenberg      | 0                 | 0                 | 0                 | 0                 | -                    | -                    | -                    | -                    | -                | -                | -                | -                | 0        | 0      | 0           | 0          |
| F. Mehring        | 0                 | 0                 | 0                 | 0                 | -                    | -                    | -                    | -                    | -                | -                | -                | -                | 0        | 0      | 0           | 0          |
| A. Mittag         | 11                | 4                 | 1                 | 0                 | 3                    | 1                    | 0                    | 0                    | 4                | 7                | 0                | 0                | 18       | 12     | 1           | 0          |
| A. Naeher         | 17                | -9                | 0                 | 0                 | 1                    | -5                   | 0                    | 0                    | 6                | -5               | 0                | 0                | 24       | -19    | 0           | 0          |
| Y. Nagasato       | 19                | 12                | 1                 | 0                 | 2                    | 2                    | 0                    | 0                    | 6                | 7                | 0                | 0                | 27       | 21     | 1           | 0          |
| V. Odebrecht      | 22                | 3                 | 2                 | 0                 | 2                    | 1                    | 0                    | 0                    | 7                | 0                | 1                | 0                | 31       | 4      | 3           | 0          |
| B. Peter          | 22                | 0                 | 1                 | 0                 | 2                    | 1                    | 1                    | 0                    | 7                | 3                | 2                | 0                | 31       | 4      | 4           | 0          |
| A. Sarholz        | 0                 | 0                 | 0                 | 0                 | -                    | -                    | -                    | -                    | 0                | 0                | 0                | 0                | 0        | 0      | 0           | 0          |
| B. Schmidt        | 20                | 2                 | 1                 | 0                 | 2                    | 1                    | 0                    | 0                    | 7                | 2                | 0                | 0                | 29       | 5      | 1           | 0          |
| A. Singer         | 9                 | 0                 | 1                 | 0                 | -                    | -                    | -                    | -                    | 3                | 0                | 0                | 0                | 12       | 0      | 1           | 0          |
| S. Starke         | -                 | -                 | -                 | -                 | -                    | -                    | -                    | -                    | -                | -                | -                | -                | -        | -      | -           | -          |
| I. Wesely         | 2                 | 0                 | 0                 | 0                 | 3                    | 1                    | 0                    | 0                    | ?                | ?                | ?                | ?                | 5+       | 1+     | 0+          | 0+         |
| J. Wiedner        | -                 | -                 | -                 | -                 | -                    | -                    | -                    | -                    | -                | -                | -                | -                | -        | -      | -           | -          |
| S. Wiegand        | -                 | -                 | -                 | -                 | -                    | -                    | -                    | -                    | -                | -                | -                | -                | -        | -      | -           | -          |
| M.L. Viðarsdóttir | 7                 | 0                 | 0                 | 0                 | -                    | -                    | -                    | -                    | 2                | 0                | 0                | 0                | 9        | 0      | 0           | 0          |
| J. Zietz          | 21                | 0                 | 3                 | 0                 | 3                    | 0                    | 0                    | 0                    | 9                | 3                | 1                | 0                | 33       | 3      | 4           | 0          |